# Caille
Caille är en kommun i departementet Alpes-Maritimes i regionen Provence-Alpes-Côte d'Azur i sydöstra Frankrike. Kommunen ligger  i kantonen Saint-Auban som ligger i arrondissementet Grasse. År 2022 hade Caille 423 invånare.

## Befolkningsutveckling
Antalet invånare i kommunen Caille
Referens: INSEE